# Ghali
Ghali Amdouni, conhecido apenas por Ghali (Milão, 21 de maio de 1993), é um rapper italiano.
Nascido em Milão de pais tunisianos, ele morava em Baggio, um subúrbio da cidade. Ele começou sua carreira de rapper com o nome de Fobia, e depois mudou para Ghali Foh. Em 2011, ele se tornou parte da Troupe D'Elite, que também incluía o rapper Er Nyah (mais tarde conhecido como Ernia), a cantora Maite e o produtor Fonzie (mais tarde conhecido como Fawzi). No mesmo ano, ele recebeu um convite do rapper Gué Pequeno para assinar com a gravadora Tanta Roba e fez uma turnê com Fedez.
A Troupe D'Elite lançou um EP auto-intitulado Troupe D'Elite, com a gravadora Tanta Roba, e o álbum Il mio giorno preferito em 2014. Nesse meio tempo, Ghali também publicou em 2013 seu Leader Mixtape com colaborações com Sfera Ebbasta, Maruego e outros. De 2014 a 2016, Ghali Foh publicou uma série de singles e vídeos musicais em seu canal no YouTube. Em 2015, mudou seu nome para o nome Ghali.
Em outubro de 2016, Ghali teve sucesso em seu single "Ninna nanna" através da Sto Records exclusivamente no Spotify. Tornou-se o número de 150.000 cópias vendidas e foi certificado como platina tripla. O vídeo atingiu 67 milhões de visualizações no YouTube, um recorde para um artista italiano de estreia. "Pizza kebab" em 2017 também foi certificada platina. O single de acompanhamento "Happy Days" foi lançado em maio de 2017. Além disso, Ghali também foi elogiado pela cena literária italiana e grandes jornais, com escritores como Roberto Saviano chamando-o de "uma bênção" no La Repubblica e Vanni Santoni elogiando suas habilidades poéticas no Il Corriere della Sera.

## Discografia

### Álbuns de estúdio
- Album (2017)